# Eutektyka

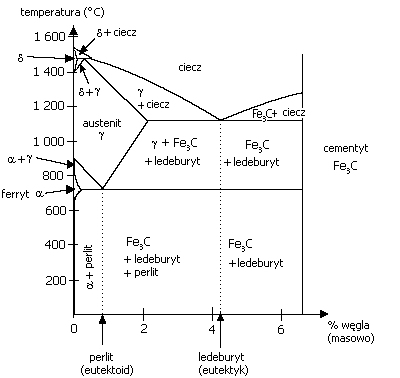
Rys. 1. Wykres równowagi fazowej w układzie Fe–Fe_{3}C
Eutektyka: 4,3% C (ledeburyt)
Temperatura przemiany eutektycznej: 1148 °C

Eutektyka (eutektyk, mieszanina eutektyczna) – mieszanina dwóch lub więcej faz o określonym składzie, która wydziela się z roztworów ciekłych w pewnej temperaturze, zwanej temperaturą eutektyczną. Mieszanina ta jest produktem przemiany eutektycznej. Nazwa wywodzi się z greckiego słowa eutektos, co znaczy „łatwo topliwy”.

## Ogólne informacje
W większości przypadków temperatura eutektyczna jest niższa od temperatury krzepnięcia czystych składników. Wykorzystuje się to przy topieniu i przerabianiu materiałów trudno topliwych, na przykład mechaniczne złączenie materiałów doprowadza do dyfuzyjnego utworzenia eutektyki. Kryształy eutektyki są czystymi kryształami składników lub roztworami stałymi o różnych składach. Eutektyki są stałymi odpowiednikami mieszanin azeotropowychpotrzebne źródło.
Dużo uwagi poświęcono badaniom stopów eutektycznych – liczne po zakrzepnięciu w odpowiednich warunkach tworzą regularną drobnodyspersyjną strukturę, w której jedna z faz występuje w postaci płytek lub włókien. Eutektykę można uznać za kompozyt in situ, jeżeli wystąpi szczególne przestrzenne rozmieszczenie faz o różnych właściwościach. Stopy eutektyczne charakteryzują się niskimi temperaturami topnienia i dobrymi własnościami lejnymi.
Na rysunku 1 przedstawiono wykres fazowy z modelowym przykładem eutektyki stopów Fe–C, zwanej ledeburytem.

## Rodzaje eutektyk

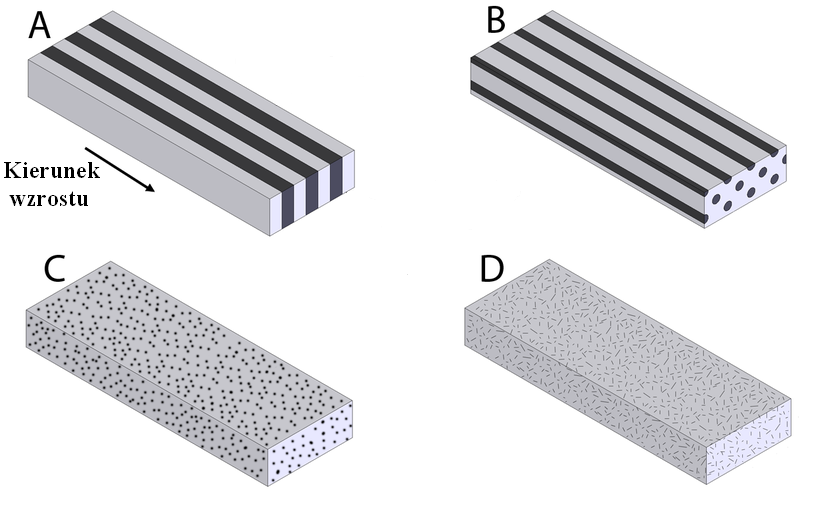
Rys. 2. Schemat podstawowych typów eutektyk:
A – eutektyka płytkowa
B – eutektyka prętowa
C – eutektyka globularna
D – eutektyka iglasta

W zależności od kształtu i rozmieszczenia dwu faz stałych tworzących eutektykę rozróżnia się mieszaniny:
- globularne (o kulistym ziarnie),
- iglaste,
- płytkowe,
- prętowe (słupkowe)[2][3].

Na rysunku 2 przedstawione są graficznie różne typy eutektyk.
Ocena morfologii eutektyk jest sprawą umowną. W zależności od wybranej techniki obserwacyjnej dla tego samego zgładu można określić różne typy eutektyki. Nie do końca również poznane są przyczyny powstawania konkretnego typu mieszaniny.
Z punktu widzenia osiągnięcia minimum swobodnej energii powierzchniowej najkorzystniejszą jest eutektyka globularna. W rzeczywistości liczne, rozproszone cząstki fazy globularnej muszą wielokrotnie zarodkować, co wymaga znacznego przechłodzenia.
Eutektyki prętowe i płytkowe mogą wzrastać przy niskich wartościach przechłodzenia. Ich powierzchnia międzyfazowa jest dużo większa od eutektyk globularnych i iglastych, toteż pojawia się większy czynnik energetyczny hamujący krystalizację.
Jeżeli jedna z faz w eutektyce charakteryzuje się znaczną anizotropią prędkości wzrostu, to rośnie w określonym kierunku krystalograficznym znacznie szybciej od osnowy i zarodkuje wielokrotnie. Taki mechanizm wzrostu promuje powstanie eutektyki iglastej.
Ogólnie na morfologię eutektyk mają wpływ poniższe czynniki:
- wielkość przechłodzenia
- proporcje ilościowe faz
- anizotropia własności faz
- objętość właściwa
- współczynnik rozdziału[2]
- przewodność cieplna faz[3].

## Krzepnięcie eutektyk
Wzrost kryształów w eutektykach jest zasadniczo podobny do wzrostu w stopach jednofazowych. Sterowanie gradientem temperatury i prędkością wzrostu pozwala zachować płaski front krystalizacji, a fluktuacje prędkości wzrostu prowadzą do zmian składu i struktury na kierunku tegoż wzrostu. Podczas takiego krzepnięcia domieszka jest wypychana do cieczy i dyfunduje zarówno w kierunku wzrostu, jak i w kierunku do niego poprzecznym.

### Krzepnięcie eutektyk płytkowych i prętowych
Krzepnięcie cieczy o składzie eutektycznym rozpoczyna się heterogenicznym zarodkowaniem jednej z faz, na przykład {\displaystyle \alpha } (bogata w składnik A). Powoduje to jednoczesne wzbogacanie się w składnik B cieczy przed frontem przemiany. W przechłodzonych obszarach cieczy na fazie {\displaystyle \alpha } zarodkuje faza {\displaystyle \beta .} Tworzenie się fazy {\displaystyle \beta } powoduje z kolei wzbogacanie cieczy w składnik A, co sprzyja dalszemu wzrostowi kolejnych kryształów fazy {\displaystyle \alpha } wzdłuż wydzieleń fazy {\displaystyle \beta .} Taka mieszanina eutektyczna składa się z ułożonych na przemian płytek lub prętów faz {\displaystyle \alpha } i {\displaystyle \beta .} Gdy udział objętościowy fazy {\displaystyle \beta } jest większy od {\displaystyle 1/\pi ,} eutektyka ma zwykle budowę płytkową. W przeciwnym przypadku tworzą się prętowe wydzielenia fazy {\displaystyle \beta } w osnowie fazy {\displaystyle \alpha .}
Krzepnięcie cieczy o składzie eutektycznym może również polegać na ciągłym heterogenicznym zarodkowaniu i wzroście obu faz. Jedna faza (np. {\displaystyle \alpha }) zarodkuje, powodując wzbogacenie cieczy w składnik B i sprzyjając zarodkowaniu fazy {\displaystyle \beta } w sąsiedztwie. Faza {\displaystyle \beta } zarodkuje zupełnie niezależnie, nie wykazując uprzywilejowanej orientacji krystalograficznej w stosunku do istniejącej w innym miejscu fazy {\displaystyle \alpha }.

### Krzepnięcie eutektyk globularnych i iglastych
Krystalizacja eutektyk może być zapoczątkowana stałym heterogenicznym zarodkowaniem jednej z faz w cieczy przed frontem krystalizacji. Osnowa krystalizuje niezależnie z cieczy, w której istnieją już wydzielenia drugiej fazy. Mają one w stosunku do osnowy przypadkową orientację krystalograficzną. Eutektykę globularną uzyskuje się w wyniku wzrostu izotropowego, a eutektykę iglastą w wyniku anizotropowego wzrostu wydzieleń.

## Prędkość wzrostu eutektyk płytkowych

### Problematyka
Problematyka wzrostu eutektyk płytkowych wymaga rozwiązania dwu zagadnień:
- wpływ energii powierzchni międzyfazowej na temperaturę eutektyczną
- rola strumieni dyfuzyjnych towarzyszących równoczesnemu wzrostowi faz.

{\displaystyle \Delta G_{V(S)}=\Delta G_{V(\infty )}+{\frac {\gamma _{\alpha \beta }\cdot A_{\alpha \beta }}{V}},}
{\displaystyle \Delta G_{V(S)}=\Delta G_{V(\infty )}+{\frac {2\gamma _{\alpha \beta }}{S}},}
gdzie:
{\displaystyle \Delta G_{V(S)}} – zmiana swobodnej energii objętościowej w przypadku skończonych odległości międzypłytkowych [J/m³],
{\displaystyle \Delta G_{V(\infty )}} – zmiana swobodnej energii objętościowej w przypadku nieskończenie dużych odległości międzypłytkowych [J/m³],
{\displaystyle \gamma _{\alpha \beta }} – energia powierzchni międzyfazowej [J/m²],
{\displaystyle V} – objętość jednostkowa eutektyki [m³],
{\displaystyle A_{\alpha \beta }} – powierzchnia międzyfazowa {\displaystyle \alpha \beta } [m²],
{\displaystyle S} – odległość pomiędzy środkami płytek eutektyki [m],
{\displaystyle 2/S} – powierzchnia międzyfazowa {\displaystyle \alpha \beta } przypadająca na jednostkę objętości eutektyki [1/m].

### Rozwiązanie
Uzyskanie eutektyki o skończonych odległościach międzypłytkowych wymaga obniżenia temperatury poniżej temperatury eutektycznej. Krzepnięcie nie może się odbywać przy temperaturze eutektycznej, ponieważ powodowałoby to powstawanie eutektyki o nieskończenie dużych odległości międzypłytkowych.
Clarence Zener rozwiązał problem wpływu parametrów procesu na wielkość odległości międzypłytkowych przez założenie, że realizowane w danych warunkach odległości międzypłytkowe to takie, które maksymalizują prędkość wzrostu. Opisuje to poniższa relacja:
{\displaystyle R_{\alpha }={\frac {D_{L}\Delta c_{0}}{4\eta (c_{\alpha -L}-c_{L-\alpha })\cdot S^{*}}},}
gdzie:
{\displaystyle R_{\alpha }} – prędkość wzrostu fazy {\displaystyle \alpha } [m/s],
{\displaystyle D_{L}} – współczynnik dyfuzji z cieczy do płytki fazy {\displaystyle \beta } [m²/s],
{\displaystyle \Delta c_{0}} – maksymalna różnica stężeń w fazie ciekłej przed frontem rosnących płytek [%],
{\displaystyle \eta } – stała proporcjonalności,
{\displaystyle S^{*}} – krytyczna odległość międzypłytkowa [m],
{\displaystyle (c_{\alpha -L}-c_{L-\alpha })} – ilość składnika B wypchniętego do cieczy [%].
Krytyczna odległość międzypłytkowa dana jest wzorem:
{\displaystyle S^{*}=-{\frac {2\gamma _{\alpha \beta }}{\Delta G_{V(\infty )}}}.}

### Czynniki wpływające na prędkość wzrostu płytek
Jeżeli prędkość wzrostu nagle zwiększy się, odległości międzypłytkowe będą zbyt duże w porównaniu ze średnimi drogami dyfuzji domieszki. Nadmiar substancji gromadzi się przed frontem krystalizacji szerszej płytki lub obiema, obniżając temperaturę procesu.
Prędkość wzrostu płytek silnie zależy od wielkości przechłodzenia {\displaystyle \Delta T}:
{\displaystyle R\propto (\Delta T)^{2}.}

## Przykłady
- nadprzewodniki
- materiały odporne na pełzanie
- skomplikowane odlewane elementy maszyn i konstrukcji[2]
- stopy odlewnicze na bazie aluminium, krzemu oraz żeliwa
- stopy do lutowania miękkiego na bazie cyny, ołowiu, srebra i złota
- stopy do lutowania twardego, gdy z powodu destrukcyjnego wpływu dyfuzji niemożliwe jest uzyskanie innego typu połączenia
- stopy dla systemów przeciwpożarowych (np. stop Wooda, stop Fielda)
- nietoksyczne zamienniki rtęci (np. galinstan)
- stopy na bazie sodu i potasu (NaK) używane jako chłodziwo w reaktorach na prędkich neutronach[4]
- stopy Cd–Pb, Bi–Cd i Bi–Zn wykazujące silną anizotropię właściwości elektrycznych, w szczególności oporności[5].